# Morey
Morey é uma comuna francesa na região administrativa de Borgonha-Franco-Condado, no departamento Saône-et-Loire. Estende-se por uma área de 13,54 km². Em 2010 a comuna tinha 199 habitantes (densidade: 14,7 hab./km²).